# 1164
سنة 1164 كانت سنة كبيسة تبدأ يوم الأربعاء (الرابط يظهر نموذج التقويم الكامل للسنة) من التقويم اليولياني.

## مواليد
- ابن الجميزي
- ابن عربي

## وفيات
- أوتوكار الثالث دوق شتاير مارك
- إلواز
- محمد بن الحسين الزاغولي عالم مسلم خراساني